# Ликорт
Ликорт, сын Теарида, из Мегалополя (др.-греч. Λυκορτας) — древнегреческий военачальник и политический деятель. Четыре раза — в 185—184, 183—182, 182—181 и 180—179 годах до н. э. — занимал должность стратега Ахейского союза. Был отцом видного древнегреческого писателя Полибия.

## Биография
Ликорт был другом ахейского стратега Филопемена и разделял его патриотические взгляды. Партия Ликорта отстаивала проведение Ахейским союзом умеренной и независимой от Рима и Македонии политики.
Политическая деятельность Ликорта известна с 192 года до н. э., когда он в должности начальника конницы Ахейского союза успешно сражался против спартанского тирана Набиса.
Ликорт упоминается в 189 году до н. э. как член посольства ахейцев в Рим по поводу решения сената о споре ахейцев со Спартой. Тогда проявилось его стремление проводить независимую политику.
В 187 году до н. э. был одним из трёх послов к египетскому царю Птолемею V Эпифану о возобновлении союзных отношений между ахейцами и Египтом. Миссия завершилась успехом, и Ликорт привёз в дар от Птолемея 6 тысяч медных доспехов и 2 тыс. талантов.
В 187 году до н. э. Ликорт, Филопемен и Архон на союзном собрании в Аргосе успешно отстояли право Союза самостоятельно решать дела со Спартой, не желавшей оставаться в союзе. В следующем, 184 году до н. э., уже в бытность стратегом Союза, на заседании в Клейторе Ликорт вновь подтвердил право Союза самостоятельно вести диалог со Спартой без оглядки на римский сенат.
В 183 году до н. э. от Ахейского союза отпала Мессения, власть в которой захватила олигархическая группировка Динократа. Первая попытка Ликорта привести Мессению к повиновению закончилась безрезультатно. Однако после гибели Филопемена в сражении с мессенцами, Ликорт, выбранный стратегом, снова вторгся в Мессению и силой включил её в Союз. От Мессении были отторгнуты несколько городов (в частности, Абия, Турия, Феры), вошедшие в Союз как отдельные полисы. Тогда же Ликорт вернул в состав Союза Спарту, за что в эпидаврском храме Асклепия установили его статую.
В 180 году до н. э. Ликорт и его сын Полибий упоминаются как члены нового посольства к Птолемею Эпифану. Эта поездка не состоялась из-за смерти царя.
Тогда же партию Ликорта у власти сменила демократическая партия Калликрата, повернувшего политику Ахейского союза так, чтобы во всём угождать римлянам. В период до начала Третьей Македонской войны Ликорт настаивал на нейтралитете ахейцев. После поражения македонян более нет сведений о политической деятельности Ликорта. Возможно, он умер или был интернирован в Италию среди тысячи других ахейцев, но об этом его сын Полибий в своих трудах не сообщает.